# Естакада
Естакадата (на френски: estacade) е мостово транспортно съоръжение.
Представлява платформа, пресичаща железен или автомобилен път на ниво, различно от неговото. Служи за извеждане или въвеждане на превозни средства, без да има пресечни точки на пътищата.
Най-често естакадите се изграждат за железопътни транспортни средства, понеже при тях самостоятелността е по-необходима. При автомобилни пътища естакади обикновено се строят по автомагистралите, понеже това са пътища, които е забранено да се пресичат и за извършване на ляв завой е задължително наличието на тунел или естакада.
Като военен термин „естакада“ се използва, когато чрез колове или вериги се прегради устие на река или вход на пристанище, за да не могат да проникнат неприятелски кораби.